# Neubauer Adolf (orvos)
Neubauer Adolf (Darnó, Moson vármegye, 1869. január 7. – Budapest, 1944. június 11.) fül-orr-gégész, kórházi főorvos.

## Életpályája
Neubauer Lajos és Wittmann Rozália fiaként született. Középiskolai tanulmányait a Pannonhalmi Szent Benedek-rend Győri Főgimnáziumában (1879–1887) végezte. Felsőfokú tanulmányait a Bécsi Egyetemen folytatta, ahol 1895. július 1-jén avatták orvosdoktorrá. 1897 augusztusától lakásán, a Bálvány utca 4. szám alatt kezdte meg magánpraxisát. 1903 februárjában a Pesti Izraelita Hitközség közgyűlésén a Bródy Zsigmond és Adél Gyermekkórház  Fül-orr-gége osztályának rendelő orvosává választották. 1905 novemberétől magánrendelését az Andrássy út 21. szám alatt folytatta. 1907 és 1916 között kórházi állása mellett a Budapesti Kerületi Munkásbiztosító-Pénztár VI–VII. kerületi rendelőintézetének orvosa volt. 1913–1914-ben részt vett az Orvosszakértői Szemle szerkesztésében. 1913 februárjában szerződtették az Országos Pénztár Munkáskórházának Fül-, gége- és orrgyógyászati osztályának vezetésére. Az első világháború idején, 1915 novemberében ezredorvossá léptették elő. Egy Budapesten felállított hadikórháznál teljesített szolgálatot. A háború után a Bródy Zsigmond és Adél Gyermekkórházban dolgozott mint a Fül-orr-gége osztály vezető főorvosa. Halálát mellgyík okozta.
A Könyves Kálmán szabadkőműves páholy tagja volt.
A Kozma utcai izraelita temetőben helyezték nyugalomra.

## Családja
Felesége Baumgarten Anna (1877–1949), Baumgarten Jakab és Goldberger Hermina lánya volt, akivel 1897. január 2-án Budapesten kötött házasságot.
Gyermekei:
- Neubauer Renée (1898–1952). Férje Bruck Miksa (1891–1979) hivatalnok.
- Neubauer Edit (1905–?). Első férje Fischl Tibor (1893–?) állatbizományos, második Szilágyi Károly.
- Neubauer László

## Művei
- Az egyéni hallásérzetek, azok okai és gyógykezelése. (Gyógyászat, 1900, 6, 8–9.)
- Az adenoid vegetatiók és azok befolyása a hallószervre. (Gyógyászat, 1900, 49–50.)
- Salvarsan-befecskendezés után beállott teljes siketség. (Budapesti Orvosi Ujság, 1911, 18.)
- A fülorvos szakértői működése baleseti sérülteknél. (Munkásügyi Szemle, 1913, 24.)

## Díjai, elismerései
- Vöröskereszt hadiékítményes II. osztályú díszjelvénye (1918)